# Heterogomphus hopei
Heterogomphus hopei är en skalbaggsart som beskrevs av Hermann Burmeister 1847. Heterogomphus hopei ingår i släktet Heterogomphus och familjen Dynastidae. Inga underarter finns listade i Catalogue of Life.